# 弗里茨·洪卡
弗里德里希·保羅"弗里茨"·洪卡（德語：Friedrich Paul Honka，1935年7月31日—1998年10月19日），德國連環殺手，1970年到1975年間，他在漢堡的紅燈區犯下了至少四起謀殺案。

## 背景
弗里茨生於萊比錫，在十個兄弟姊妹中排行第三，此外還有三個兄弟在出生時夭折。父親Fritz Honka Sr.是一位高級木匠，母親Else Honka則是一名清潔工。第二次世界大戰期間，兒童時期的弗里茨與其親人被分別關押在集中營，直到被蘇聯軍隊釋放，弗里茨的父親後在1946年因為酗酒及慢性病問題過世。
由於其母無法應付九個孩子，弗里茨在五十年代早期曾嘗試擔任瓦工學徒，但是因為過敏問題不得不放棄。1951年，弗里茨逃往西德，在呂訥堡石楠草原附近的村莊擔任農場工人。他與一位叫做瑪戈的女工有染，後者並為他生下了一個兒子，海因里西。此事被農場主發現後，弗里茨被迫支付了3000馬克的贍養費，並被趕出了農場。
1956年，弗里茨來到漢堡，在造船公司HDW尋得了一份碼頭工人的工作；同年，一場嚴重的車禍打碎了弗里茨的鼻子，造成弗里茨鼻形明顯塌扁以及斜視問題。1957年，弗里茨與一位名為英格的女性結婚，並生下一子；1960年因家暴問題離婚，後雖然曾一度與英格復婚，但是仍在1967年徹底分手，同年，弗里茨搬到漢堡阿爾托納區的Ottensen社區，與一位名為Irmgard Albrecht的男性做了一段時間的室友。1972年8月15日，弗里茨試圖強迫一位女性友人Ruth Dufner與他和Irmgard發生關係，但是被Dufner趁隙從公寓中逃離並報警，兩人隨後被捕，弗里茨被捕時呈現爛醉的狀態。1975年4月4日，法院命令他支付4500馬克的罰款，但強姦指控被撤銷。在離婚後的幾年裡，弗里茨的酗酒問題妨礙了他的正常異性交往，他因此轉而尋找在酒吧或是繩索街周邊拉客的高齡妓女解決生理問題。這些妓女通常是流浪者或是底層市民的兼職，她們只需要一晚的住宿、一些酒或是一小筆的金錢即可達成交易，因此即使有人失蹤也不會受到警方的重視。

## 案件經過

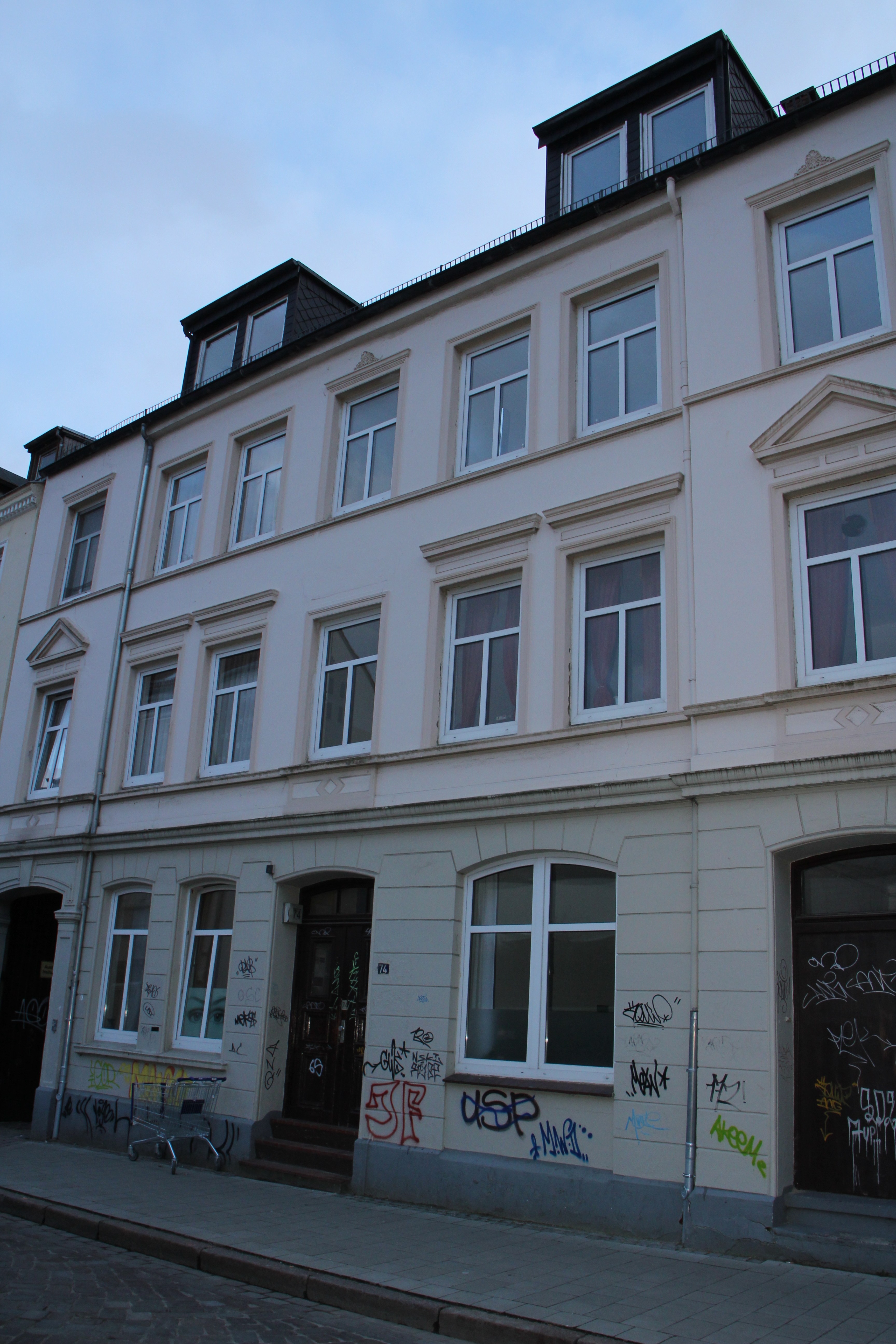
弗里茨曾經居住的公寓

1970年12月，當時在殼牌擔任保全的弗里茨犯下了他的第一個被證實的殺人案，他在租住的公寓裡勒死了偶爾兼職妓女的42歲理髮師Gertraud Bräuer，弗里茨聲稱是因為Gertraud不願意讓他的朋友一起玩3P。他將屍體肢解，分別棄屍在附近區域的不同地方。警方發現了部分屍塊，但是沒有查出兇手。
四年後，1974年8月，弗里茨再度犯案，同樣在公寓裡勒死了54歲的兼職妓女Anna Beuschel，他聲稱原因是因為Anna服務不周。1974年12月，弗里茨以同樣的方式殺害了57歲的妓女Frieda Roblick，因為後者試圖偷取他的財物，並在1975年1月謀殺了52歲的妓女Ruth Schult。這三位受害者的屍體都被弗里茨肢解成碎塊，藏在公寓的房間與閣樓中。期間雖然有同棟公寓的住戶報警抱怨腐臭問題，但是並沒有得到警方的重視。弗里茨曾以大量的松香水試圖掩蓋屍體的腐臭，但不很成功。

## 被捕與受審
1975年7月15日，弗里茨居住的公寓發生火災，救火的消防員在火災現場發現了一個裝著腐爛女性軀幹的塑膠袋，引起了警方的重視 。火災當時，弗里茨正在工作，他在返家時被逮捕 。7月29日，弗里茨承認謀殺了這些婦女，但又在1976年11月的審判中撤回了所有供詞，聲稱他因為醉酒不記得任何東西。
弗里茨最後被法院裁定一項謀殺罪和三項過失殺人罪，且法院認為他是因為酗酒導致心理問題，因此判處無期徒刑以及15年強制治療。

## 晚年
1993年，弗里茨獲得假釋出獄。他的律師協助他更改了姓名，讓他以「Peter Jensen」的名字在一間療養院度過了生命的最後幾年。1998年10月19日，弗里茨在漢堡北區的一間醫院病逝。

## 影響
1975年，德國音樂家Karl-Heinz Blumenberg創作了黑色幽默風格的樂曲《Gern hab ich dieFrau'ngesägt》（我喜歡看到女人們），歌詞中提及了弗里茨的名字以及他的殺人手法。這首歌迅速在漢堡的地下樂團之間走紅，但是Blumenberg所屬的唱片公司RCA唱片因為其爭議性的主題而拒絕為他正式發行這首歌。
2016年，德國知名作家Heinz Strunk出版了小說《金手套》（Der goldene Handschuh），內容改編自弗里茨的生平故事，並以弗里茨經常光顧、物色受害者的酒吧命名。為了取材，Heinz對漢堡國家檔案館提出申請並獲准翻閱了所有弗里茨相關的檔案。該作品贏得了德國威廉·拉貝文學獎，並獲得萊比錫書展獎提名。2019年，德國導演法提·阿金取得改編權，將該小說改編成同名電影《金手套虐殺事件》，由德國演員喬納斯·達斯勒（Jonas Dassler）飾演弗里茨。